# Терзиев, Иван
Ива́н Дими́тров Терзи́ев (болг. Иван Димитров Терзиев; 11 февраля 1934, Русе, Болгария — 28 февраля 2021) — болгарский кинорежиссёр.

## Биография
В 1958 году окончил актёрский факультет ВИТИС и некоторое время играл в театре в Пловдиве. В 1962—1966 годах учился во ВГИКе. Дипломную работу — короткометражный фильм «Артист Фёдор Грай» (с Р. Яцинявичусом, по рассказу Василия Шукшина) — защитил в 1966 году. В апреле 2007 избран председателем Гильдии кинорежиссёров Болгарии.

## Избранная фильмография

### Режиссёр
- 1969 — Господин Никто / Господин Никой
- 1972 — Мужчины без работы / Мъже без работа
- 1975 — Сильная вода / Силна вода
- 1990 — Деревенька / Селцето (сериал, 5 серий)